# Mané Groh
Der Dolmen von Mané Groh (bretonisch Mané Croc’h) liegt in der Gemeinde Erdeven im Département Morbihan in der Bretagne in Frankreich und ist bekannt wegen der Anordnung seiner vier Kammern. Das Großsteingrab ist ein Dolmen mit Seitenkammern (französisch Dolmen à cabinets latéraux oder Dolmen transepté, regional auch Pierres pouquelées genannt) und wurde bereits im Jahr 1889 als Monument historique eingestuft. Dolmen ist in Frankreich der Oberbegriff für neolithische Megalithanlagen aller Art (siehe: Französische Nomenklatur).

## Lage
Das Großsteingrab Mané Groh befindet sich etwa 700 m nordöstlich vom Dorf Crucuno links der Straße in einem Waldgebiet. Die baulich vergleichbare Grabanlage Mané Braz ist nur etwa einen Kilometer entfernt.

## Beschreibung
Es handelt sich um eine untypische Anlage. Ein Gang von sechs Metern Länge führt in die aus vier Seitenkammern bestehende Anlage. Die Kammern liegen ohne die übliche Kopfnische paarweise symmetrisch zu beiden Enden des Ganges. Die Bedeckung der Anlage ist unvollständig.
Eine solche Anlage ist ungewöhnlich, weil wahrscheinlich kein großer, sondern mehrere kleine Decksteine verwendet wurden. Vielleicht war das Fehlen eines großen Decksteines der Grund für die ungewöhnliche Aufteilung in vier getrennte Grabkammern. Auch das Megalithgrab Mané Groh war ursprünglich von einem Tumulus aus kleinen Steinen und Erde bedeckt.
Die im Jahre 1920 von Z. Le Rouzic vorgenommene Grabung ergab, dass es ursprünglich separat vom Dolmen, am Westende des Erdhügels, ein weiteres kleines vollkommen geschlossenes Steingrab gab.

## Datierung
Die benachbarten Megalithanlagen Mané Groh und Lann-Mané-Braz stammen aus dem Jungneolithikum (um 4000 bis 3500 v. Chr.) und waren möglicherweise bis 2000 v. Chr. in Gebrauch. Sie sind in ihrer Art selten in der Bretagne, man kann sie am ehesten mit Anlagen aus dem Süden des Departements Finistère (La Forêt-Fouesnant) vergleichen.

Mané Groh
Schema eines Dolmens mit Kopfkammer und vier Seitenkammern
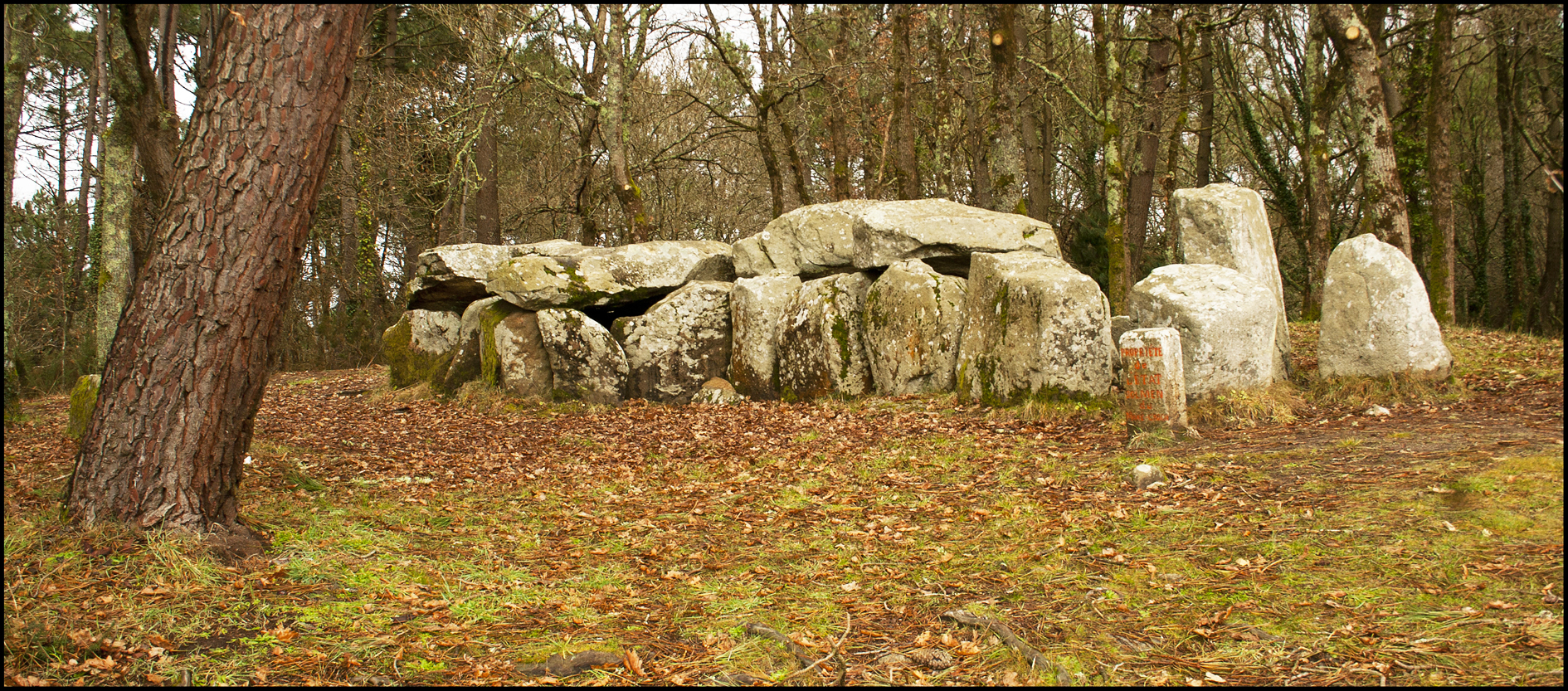
Mané Groh auch Mané croch
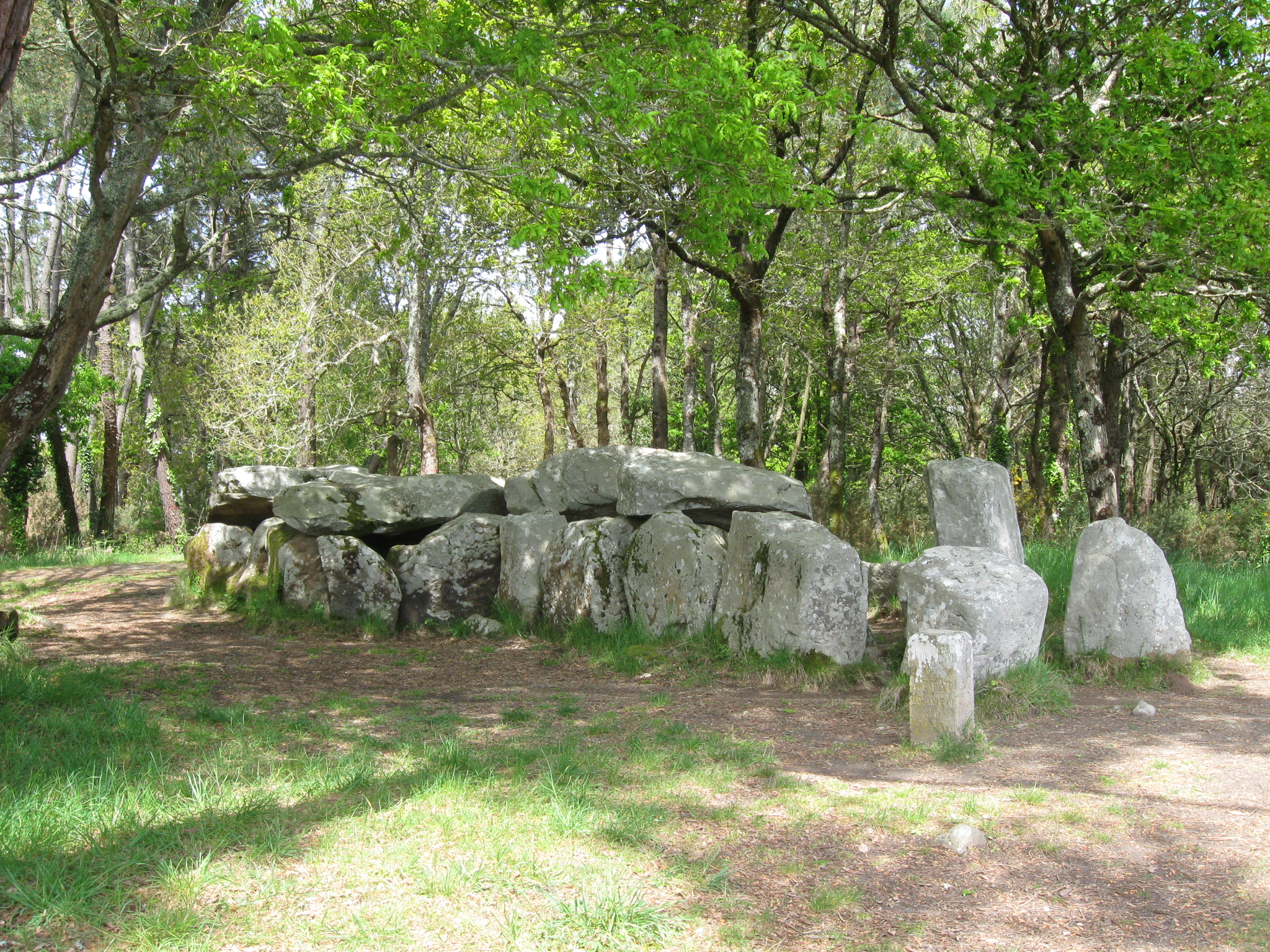
Mané Groh
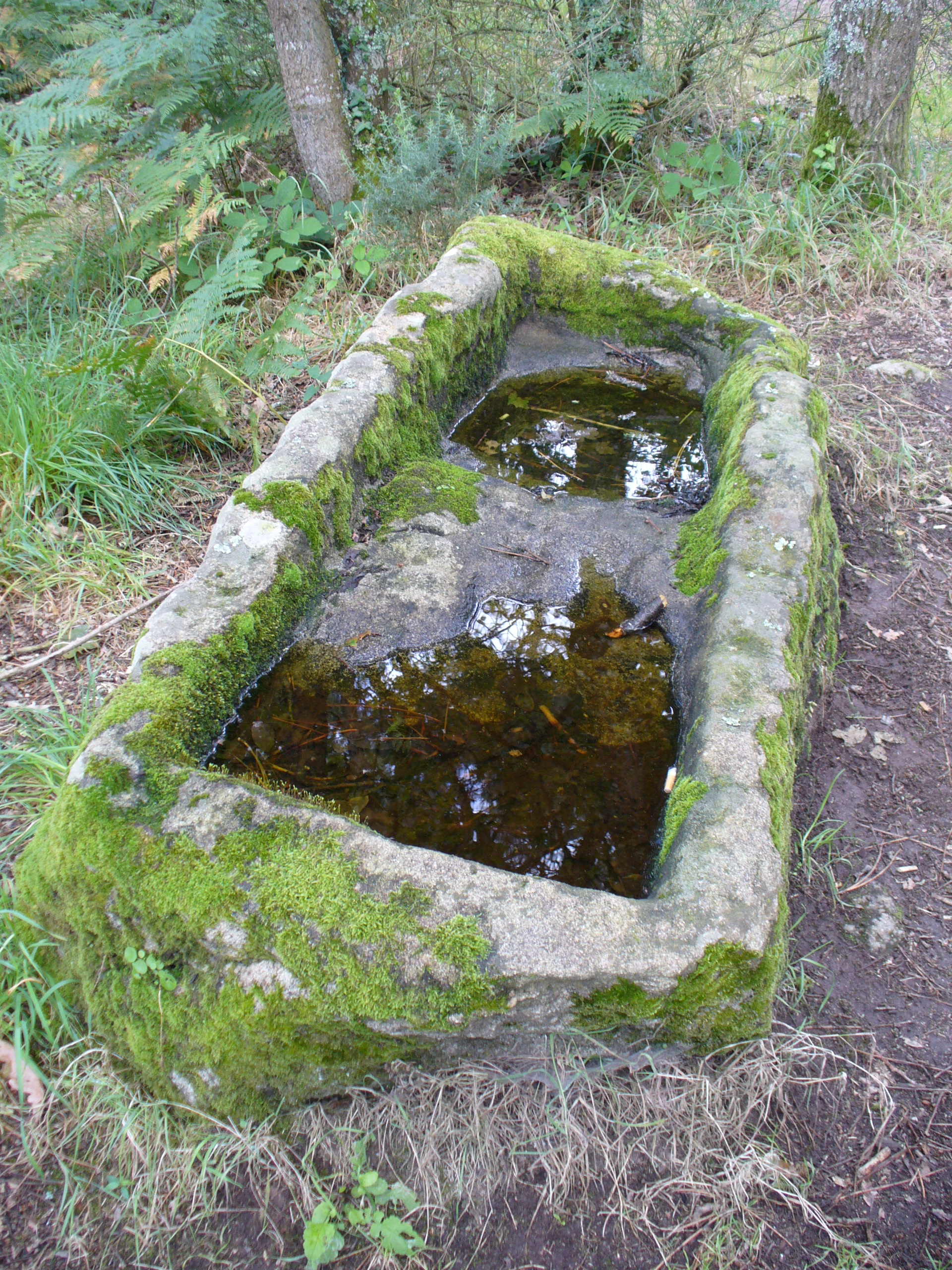
Steinkiste in der Nähe

## In der Nähe
- Coët-ar-Blei (La chaise de Cesar) Steinreihe
- Crucuno, Dolmen und Steinkreis
- Lann-Mané Braz, fünf Dolmen